# Gal Gadot
Gal Gadot (hebreu: גל גדות)  (Pétah Tiqvà, 30 d'abril de 1985) és una actriu, model i productora israeliana. Als 18 anys va esdevenir Miss Israel 2004. Va servir dos anys a les Forces de Defensa d'Israel com a instructora de combat i després va estudiar dret i relacions internacionals a IDC Herzliya mentre començava la seva carrera com a model i actriu.
El seu primer paper internacional al cinema va ser com a Gisele Yashar a Fast & Furious (2009), un paper que va reprendre en altres entregues de la franquícia cinematogràfica. Va obtenir reconeixement mundial per interpretar Diana Prince / Wonder Woman a l'univers estès de DC Comics, primer a Batman contra Superman: L'alba de la justícia (2016) i després amb Wonder Woman i Justice League (2017). El 2018, la revista Time la va incloure a la llista de les 100 persones més influents del món i entre les actrius més ben pagades del món.

## Infantesa
Gal Gadot va néixer el 30 d'abril de 1985 a Pétah Tiqvà (Israel) i es va criar a la ciutat veïna de Roix Ha-Àyin. En hebreu el seu nom vol dir «onada» i el seu cognom, «riba». Els seus pares són Irit (Weiss de soltera), una professora, i Michael Gadot, un enginyer. Ambdós van néixer a Israel i van hebraïtzar els cognoms de «Greenstein» a «Gadot» abans del seu naixement. El seu pare és sabra de sis generacions. Els seus avis materns van néixer a Europa; l'avi, que va ser empresonat al camp de concentració d'Auschwitz, va sobreviure a l'Holocaust, i l'àvia va fugir abans de la invasió nazi. Ha dit que va ser criada en un «ambient familiar molt jueu, molt israelià». La família de Gadot són jueus asquenazites. Té una germana petita, Dana.
Gadot va complir els dos anys de servei obligatori a les Forces de Defensa d'Israel, com a instructora de combat. Va començar el servei als 20 anys. Gadot ha dit que aquesta formació la va ajudar a obtenir el paper de Gisele a Fast & Furious: «Crec que la principal raó va ser que al director Justin Lin li agradava de debò que hagués estat a l'exèrcit i volia que fes servir els meus coneixements d'armes». Després del servei militar, va estudiar dret i relacions internacionals a IDC Herzliya.

## Carrera

### Model i desfilades
A l'edat de 18 anys, va guanyar el concurs Miss Israel 2004. Després d'aquesta victòria, va participar a Miss Univers i va acabar en la 15a posició. Aquell mateix any, va ser escollida com a musa pel programa Brand Israel per a la promoció d'Israel a l'estranger.
Ha participat en campanyes internacionals com a model per Miss Sixty, Huawei, Captain Morgan, Gucci, Vine Vera i Jaguar Cars. El 2015 va esdevenir la cara de la branca de perfumeria Bamboo de Gucci. Ha aparegut a la portada de Cosmopolitan, Glamour, Bride Magazine, Entertainment Weekly, UMM, Cleo, Fashion, Lucire i FHM. Gadot ha sigut la model principal de la marca de moda Castro del 2008 al 2016. El 2013 el seu salari d'actriu i model combinat era de 2,4 milions de nous xéquels.

### Actriu
Després que Gadot completés el seu primer any a la universitat, un director de càstings va contactar-ne l'agent perquè fes una prova pel paper de noia Bond Camille Montes a Quantum of Solace. Encara que no el va obtenir, al cap d'uns mesos va aparèixer al drama israelià Bubot. Tres mesos més tard, el director del càsting de Quantum of Solace la va triar entre set actrius per interpretar Gisele Yashar a la pel·lícula d'acció Fast & Furious, la quarta pel·lícula de la sèrie.
El 2010 va tenir papers secundaris a la comèdia d'acció Date Night i a la comèdia Knight and Day. L'any següent va tornar a la nissaga The Fast and the Furious, reprenent el paper de Gisele a Fast Five, i el 2013, a Fast & Furious 6.
Gadot va interpretar Wonder Woman a la pel·lícula de superherois Batman contra Superman: L'alba de la justícia (2016). Gadot va rebre entrenament en lluita d'espases, kungfu, kickboxing, capoeira i jujutsu brasiler pel paper. La seva interpretació, la primera aparició del personatge al cinema, va ser destacada com una de les millors de la pel·lícula.

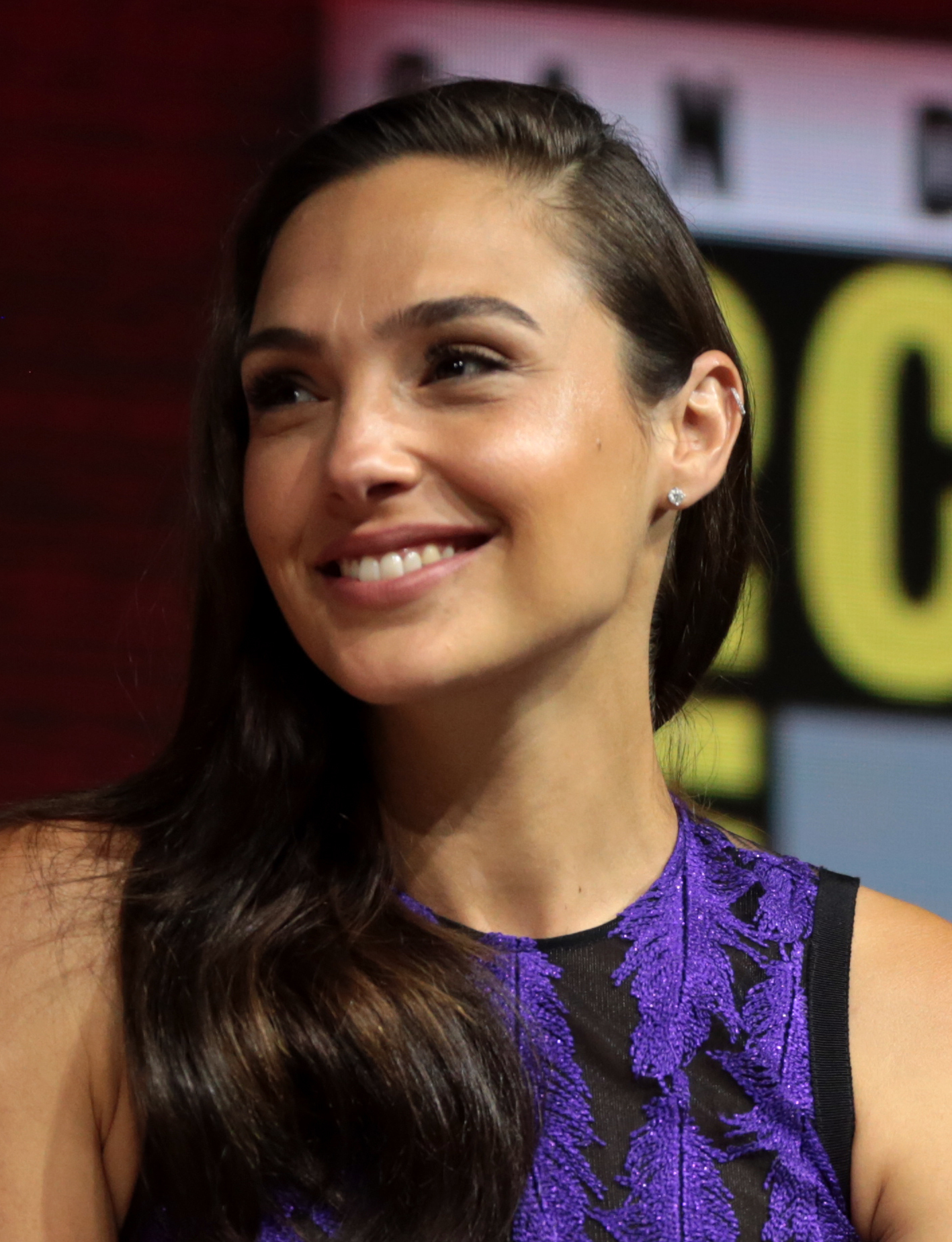
Gadot a la Comic-Con de San Diego per Wonder Woman 1984.

El 2016 també va tenir un paper secundari al thriller de John Hillcoat Triple 9, on actua amb Kate Winslet i Aaron Paul. Aquell mateix any, va coprotagonitzar el thriller Criminal, en què feia de dona del personatge de Ryan Reynolds, juntament amb Kevin Costner, Gary Oldman i Tommy Lee Jones. La seva última pel·lícula el 2016 va ser la comèdia Keeping Up with the Joneses, en què interpreta un agent secret amb Zach Galifianakis, Jon Hamm i Isla Fisher.
El 2017 va protagonitzar la pel·lícula Wonder Woman. Va tornar a interpretar aquest paper a la pel·lícula Justice League, que es va estrenar el novembre de 2017 i que era la tercera entrega de l'univers estès de DC Comics. Aquell mateix any es va unir a l'Acadèmia de les Arts i les Ciències Cinematogràfiques.
El 2018 va fer el doblatge de Shank a la pel·lícula de Walt Disney Animation Studios En Ralph destrueix internet.
Protagonitzarà juntament amb Dwayne Johnson i Ryan Reynolds el thriller de Netflix Red Notice, escrit i dirigit per Rawson Marshall Thurber.

### Productora
L'octubre de 2019, Gadot va formar una productora, Pilot Wave, amb el seu marit Jaron Varsano. Està previst que actuï i coprodueixi una sèrie d'Apple TV+ sobre l'actriu i inventora Hedy Lamarr, així com el thriller històric de Warner Bros. Irena Sendler, sobre l'humanista Irena Sendler.

## Filmografia

### Actriu
| Any  | Títol                                         | Paper                       | Notes                                         |
| ---- | --------------------------------------------- | --------------------------- | --------------------------------------------- |
| 2009 | Fast & Furious                                | Gisele Yashar               |                                               |
| 2010 | Date Night                                    | Natanya                     |                                               |
| 2010 | Knight and Day                                | Naomi                       |                                               |
| 2011 | Fast Five                                     | Gisele Yashar               |                                               |
| 2013 | Fast & Furious 6                              | Gisele Yashar               |                                               |
| 2014 | Kicking Out Shoshana                          | Mirit Ben Harush            |                                               |
| 2015 | Furious 7                                     | Gisele Yashar               | Acreditada i apareix en una escena eliminada. |
| 2016 | Batman contra Superman: L'alba de la justícia | Diana Prince / Wonder Woman |                                               |
| 2016 | Criminal                                      | Jill Pope                   |                                               |
| 2016 | Keeping Up with the Joneses                   | Natalie Jones               |                                               |
| 2016 | Triple 9                                      | Elena Vlaslov               |                                               |
| 2017 | Wonder Woman                                  | Diana Prince / Wonder Woman |                                               |
| 2017 | Justice League                                | Diana Prince / Wonder Woman |                                               |
| 2019 | Between Two Ferns: The Movie                  | Ella mateixa                | Cameo                                         |
| 2020 | Wonder Woman 1984                             | Diana Prince / Wonder Woman |                                               |
| 2021 | Zack Snyder's Justice League                  | Diana Prince / Wonder Woman |                                               |
| 2021 | F9: The Fast Saga                             | Gisele Yashar               | imatges d'estoc de cameos                     |
| 2021 | Red Notice                                    | Sarah Black                 |                                               |
| 2022 | Death on the Nile                             | Linnet Ridgeway             |                                               |
| 2023 | Shazam! Fury of the Gods                      | Diana Prince / Wonder Woman | Cameo                                         |
| 2023 | The Flash                                     | Diana Prince / Wonder Woman | Cameo                                         |
| 2023 | Fast X                                        | Gisele Yashar               | Cameo                                         |
| 2023 | Heart of Stone                                | Rachel Stone                |                                               |

| Any       | Títol              | Paper                  | Notes         |
| --------- | ------------------ | ---------------------- | ------------- |
| 2007–2008 | Bubot              | Miriam "Merry" Elkayam |               |
| 2009      | Entourage          | Lisa                   | episodi: 6x02 |
| 2009      | The Beautiful Life | Olivia                 | 3 episodis    |
| 2011      | Asfur              | Kika                   | 7 episodis    |
| 2012      | Eretz Nehederet    | Yamit Bareli           | episodi: 9x07 |

### Videoclip
| Any  | Títol          |
| ---- | -------------- |
| 2018 | Girls like You |

### Productor
| Any  | Títol             |
| ---- | ----------------- |
| 2020 | Wonder Woman 1984 |

### Actriu de doblatge
| Any  | Títol                       | Paper |
| ---- | --------------------------- | ----- |
| 2018 | En Ralph destrueix internet | Shank |

## Vida personal
Gadot es va casar amb el promotor immobiliari israelita Yaron Varsano el 2008. Tenen dues filles, nascudes el 2011 i el 2017.
Gadot i Varsano tenien un hotel a Tel-Aviv, que ella ajudava a portar. El van vendre a Roman Abramóvitx el 2015 per 26 milions de dòlars.